# 假斑叶野木瓜
假斑叶野木瓜（学名：Stauntonia pseudomaculata）为木通科野木瓜属的植物，是中国的特有植物。分布于中国大陆的云南等地，生长于海拔1,000米至1,250米的地区，常生于山地，目前尚未由人工引种栽培。